# Llau del Tapó
La Llau del Tapó, oficialment anomenada barranc de les Gesseres, és una llau o barranc que neix dins de l'antic terme de Gurp de la Conca, actualment inclòs en el terme municipal de Tremp, al Pallars Jussà, i entra després en el terme de Talarn.
Es forma a les Bordes de Seix, al sud-oest del poble de Gurp i al nord-oest de l'Acadèmia General Bàsica de Suboficials, des d'on davalla cap al sud-est, i discorre paral·lela a aquest campament militar, pel costat de ponent. Quan arriba a ponent de la vila de Talarn s'aboca en el torrent de la Fontvella.